# Seigneurie de Paros
Paros est une île de l'archipel des Cyclades dans la partie centrale de la mer Égée, qui en 1389 devient une seigneurie à part entière au sein du duché de l'Archipel qui dure jusqu'à la conquête du duché par l'Empire ottoman en 1537.

## Seigneurs de Paros
- Maria Sanudo (morte en 1426) avec son mari Gaspare Sommaripa (mort en 1402)
- Crusino Ier Sommaripa (mort en 1462), fils de Maria Sanudo et Gaspare Sommaripa
- Nicolò Ier Sommaripa (mort en 1505), fils de Crusino Ier
- Crusino II Sommaripa (mort en 1518), fils de Nicolò I
- Fiorenza Sommaripa (morte après 1520), fille de Nicolò I
- Nicolò Venier (1483-1531), fils de Fiorenza
- Cecilia Venier (morte en 1543), fille de Fiorenza